# Katrina Pierson
Katrina Pierson (Kansas, 20 luglio 1976) è un'attivista statunitense, membro del Tea Party, portavoce nazionale della campagna presidenziale di Donald Trump 2016 e ha collaborato per la rielezione di Trump nel 2020.

## Biografia
Katrina nacque in Kansas da madre bianca e padre nero. Sua madre partorì a 15 anni e la giovane crebbe accanto alla madre in povertà. A 20 anni Katrina fu arrestata per aver rubato da un negozio in Texas della merce per un valore di circa 170 $. Lei disse che le servivano dei vestiti per dei colloqui di lavoro. Questo fatto la aiutò a capovolgere la propria vita, capendo che gli errori portano a delle conseguenze. Con lei era presente suo figlio di 3 mesi.
Ha conseguito una laurea associata in scienze presso il Kilgore College. Nel 2006 ha conseguito una laurea in biologia presso l'Università del Texas a Dallas.

## Carriera

### Inizio
Katrina lavorò per alcune compagnie del settore sanitario dal luglio 2009 al 2011, poi fu impiegata in una serie di lavori. Divenne un'attivista del Tea Party nel 2009 e durante un evento a Dallas in aprile 2009 sostenne la necessità del Texas di staccarsi dagli Stati Uniti. Fondò la sezione locale del Tea Party a Garland, Texas e nel 2012 supportò attivamente la campagna per l'elezione di Ted Cruz in Senato.
Nel 2014 sfidò senza successo nelle primarie repubblicane il deputato Pete Session per rappresentare il 32º distretto del Texas. Nonostante fosse supportata da Sarah Palin, Katrina ottenne solo 76000 $ per la campagna, mentre l'avversario ne ricevette venti volte tanto. Nelle primarie ottenne il 36 % dei consensi contro il 63 % di Sessions. Diventò poi portavoce per il Tea Party.

### Elezione di Trump
Nel gennaio 2015 Katrina partecipò ad un incontro con gli attivisti del Tea Party a Myrtle Beach in Sud Carolina insieme a Ted Cruz. In quell'occasione incontrò Donald Trump. Iniziò così a lavorare a fianco del futuro Presidente, partecipando ai vari rally. Nel novembre 2015 fu nominata portavoce della campagna per l'elezione di Trump, facendo così numerose apparizioni in televisione (tra cui la CNN) in difesa di Trump. Dopo le elezioni, continuò a sostenere il presidente e nel marzo 2018 fu assunta come consigliera per la campagna per la rielezione di Trump nel 2020. Partecipa, insieme all'allora portavoce della campagna Kayleigh McEnany, ai vari rally organizzati da Trump.

## Vita personale
Katrina Pierson è stata sposata per tre mesi e ha un figlio. I due vivono a Garland, Texas. Alle elezioni del 2008 votò Barack Obama, ma poi decise di spostarsi verso destra perché Obama non portava la spilla della bandiera americana sulla giacca.